# Rocca Priora
Rocca Priora est une commune de la ville métropolitaine de Rome Capitale dans la région Latium en Italie, un des Castelli Romani.

## Géographie

### Communes limitrophes
Artena, Lariano, Monte Compatri, Palestrina, Rocca di Papa, San Cesareo.

## Histoire
Rocca Priora est identifiée avec l'ancienne Corbio que a été la première place attaquée par les Latins confédérés en faveur de Tarquin. Le château est tout à fait moderne, mais bâti sur d'anciens fondements. Au Moyen Âge, il appartint aux Annibaldi en 1347, et aux Savelli de 1436 à 1597 ; il fut alors acheté ainsi que Castel Gandolfo, par le Saint-Siège. Le château actuel est, à l'extérieur et à l'intérieur, d'architecture médiévale.

## Administration
| Période                                  | Période | Identité | Étiquette | Qualité |
| ---------------------------------------- | ------- | -------- | --------- | ------- |
|                                          |         |          |           |         |
| Les données manquantes sont à compléter. |         |          |           |         |